# Paweł Czarnota (biolog)
Paweł Czarnota (ur. 15 grudnia 1965 w Kraśniku) – polski biolog, dr hab. nauk biologicznych, profesor uczelni Instytutu Nauk Rolniczych, Ochrony i Kształtowania Środowiska, Kolegium Nauk Przyrodniczych Uniwersytetu Rzeszowskiego.

## Życiorys
W 1990 ukończył studia rolnictwa, leśnictwa i rybactwa w Akademii Rolniczej im. Hugona Kołłątaja w Krakowie, 12 maja 1999 obronił pracę doktorską Waloryzacja lichenoflory i zbiorowisk porostów oraz ich bioindykacyjna rola w środowisku Gorczańskiego Parku Narodowego, 21 listopada 2007 habilitował się na podstawie pracy zatytułowanej Rodzaj Micarea (Lecanorales, lichenizowane Ascomycota) w Polsce.
Został zatrudniony na stanowisku profesora nadzwyczajnego w Katedrze Agroekologii i Architektury Krajobrazu, oraz prodziekana na Wydziale Biologicznym i Rolniczym Uniwersytetu Rzeszowskiego.
Pracuje w Gorczańskim Parku Narodowym.
Awansował na stanowisko profesora uczelni w Instytucie Nauk Rolniczych, Ochrony i Kształtowania Środowiska, Kolegium Nauk Przyrodniczych Uniwersytetu Rzeszowskiego.